# The Roast Beef of Old England

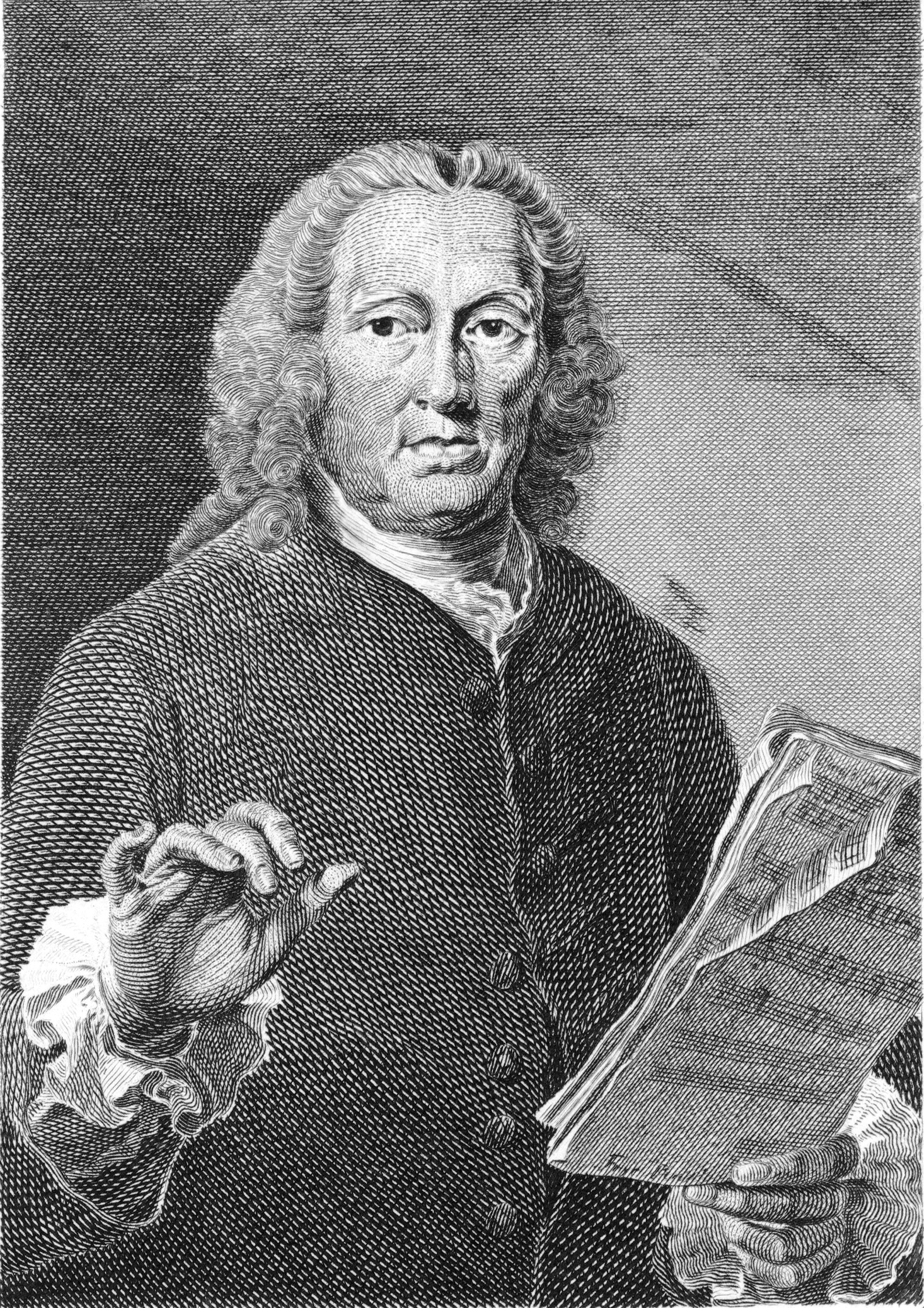
Ritratto del compositore Richard Leveridge.

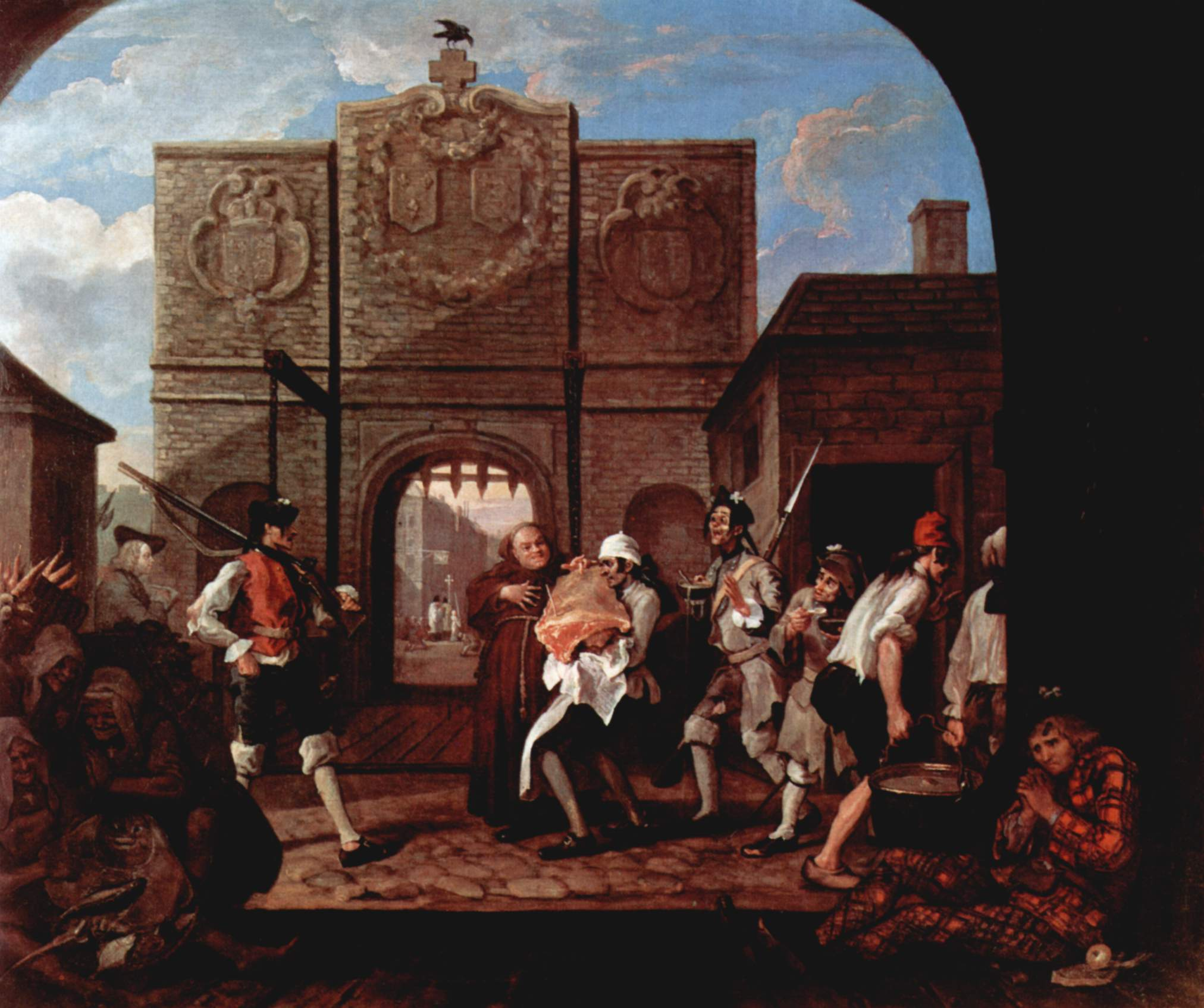
The Roast Beef of Old England di William Hogarth.

The Roast Beef of Old England è una ballata patriottica inglese. Essa venne composta da Henry Fielding per la sua commedia teatrale The Grub-Street Opera, che venne rappresentata per la prima volta nel 1731. Le parole vennero aggiunte vent'anni dopo. La canzone, che nel frattempo acquisiva grande popolarità, venne risistemata dal compositore Richard Leveridge, e divenne consuetudine per gli attori di teatro cantarla prima, dopo e durante la prima di un nuovo spettacolo. La Royal Navy solitamente si reca a cena cantando questo brano, che viene anche suonato dai United States Marine Corps al momento della presentazione del secondo alla cena.
La popolarità che godette fin dall'inizio la canzone è provata da un dipinto del 1748 di William Hogarth: O the Roast Beef of Old England (The Gate of Calais).